# Гідден-Веллі (Індіана)
Гідден-Веллі (англ. Hidden Valley) — переписна місцевість (CDP) в США, в окрузі Дірборн штату Індіана. Населення — 5529 осіб (2020).

## Географія
Гідден-Веллі розташований за координатами 39°10′6″ пн. ш. 84°50′42″ зх. д. / 39.16833° пн. ш. 84.84500° зх. д. (39.168288, -84.844864).  За даними Бюро перепису населення США в 2010 році переписна місцевість мала площу 11,42 км², з яких 10,72 км² — суходіл та 0,70 км² — водойми.

## Демографія
Згідно з переписом 2010 року, у переписній місцевості мешкало 5387 осіб у 1911 домогосподарстві у складі 1605 родин. Густота населення становила 472 особи/км².  Було 2020 помешкань (177/км²).
Расовий склад населення:
| - 97,6 % — білих - 0,5 % — азіатів - 0,2 % — чорних або афроамериканців - 0,1 % — корінних американців |

До двох чи більше рас належало 1,0 %. Частка іспаномовних становила 1,4 % від усіх жителів.
За віковим діапазоном населення розподілялося таким чином: 26,4 % — особи молодші 18 років, 62,4 % — особи у віці 18—64 років, 11,2 % — особи у віці 65 років та старші. Медіана віку мешканця становила 39,9 року. На 100 осіб жіночої статі у переписній місцевості припадало 101,4 чоловіків;  на 100 жінок у віці від 18 років та старших — 101,5 чоловіків також старших 18 років.
Середній дохід на одне домашнє господарство  становив 122 101 долар США (медіана — 80 667), а середній дохід на одну сім'ю — 129 109 доларів (медіана — 87 723). За межею бідності перебувало 3,8 % осіб, у тому числі 10,5 % дітей у віці до 18 років та 0,0 % осіб у віці 65 років та старших.
Цивільне працевлаштоване населення становило 2484 особи. Основні галузі зайнятості: освіта, охорона здоров'я та соціальна допомога — 22,8 %, виробництво — 15,3 %, будівництво — 10,8 %, мистецтво, розваги та відпочинок — 10,7 %.